# Reign in Blood
Reign in Blood este al treilea album al formației americane de thrash metal, Slayer. A fost lansat pe data de 6 octombrie, 1986, și este una dintre cele mai apreciate și cele mai tehnice albume din istoria muzicii heavy metal. Cele mai populare single-uri din acest album sunt Raining Blood și Angel of Death.